# Аль-Мутаири, Саид
Саид Аль-Мутаири Барик (араб. سعيد المطيري بريق‎; род. 24 сентября 1968 в Эр-Рияде) — спортивный стрелок из Саудовской Аравии. Аль-Мутаири дебютировал на летних Олимпийских играх 1996 года в Атланте, где он занял тридцать второе место в стрельбе по мишеням среди мужчин, попав во 117 целей, разделив свою позицию с пятью другими стрелками, включая шестикратного олимпийца и бывшего серебряного призера Эрика Суинкельса из Нидерландов. Ему удалось набрать 119 очков в своей категории на летних Олимпийских играх 2000 года в Сиднее, и в итоге он добился своего лучшего карьерного результата на летних Олимпийских играх 2004 года в Афинах, когда в отборочных раундах он набрал всего 120 очков, заняв лишь семнадцатое место.
На летних Олимпийских играх 2008 года в Пекине Аль-Мутаири выступил четвертым в стрельбе по мишеням среди мужчин, с небольшой подготовкой и неохотной тренировкой. Аль-Мутаири финишировал только на тридцать девятом месте в конце двухдневных отборочных туров, набрав 104 очка.